# سیستم جنسی
سیستم جنسی (به انگلیسی: Sexual system)، یک الگوی تخصیص جنسیت یا پراکندگی کارکرد نر و ماده در بین جانداران موجود در یک گونه است. اصطلاحی مانند سیستم تولیدمثل و سیستم جفت‌گیری نیز به عنوان مترادف استفاده شده‌است.
تمایز بین سیستم‌های جنسی به دلیل انعطاف‌پذیری فنوتیپی همیشه روشن نیست. سیستم‌های جنسی به عنوان یک عامل کلیدی برای تنوع ژنتیکی، موفقیت باروری، و همچنین ممکن است منجر به پیدایش یا انقراض گونههای خاصی شده باشد.
علاقه به سیستم‌های جنسی به داروین برمی‌گردد، او دریافت که خرچنگ‌ها دارای گونه‌هایی هستند که پایه نری و برخی دوپایه هستند.

## انواع سیستم‌های جنسی
در گیاهان سیستم‌های جنسی تک‌ریختی وجود دارد که در آن گونه‌ها دارای گل‌های هرمافرودیت، نر و/یا ماده روی همان گیاه هستند. سیستم‌های جنسی تک‌ریختی شامل تک‌پایه جنسی، تک‌پایه مادگی، تک‌پایه نری و سه‌پایه جنسی می‌باشد. همچنین سیستم‌های جنسی دوریختی مانند دوپایه جنسی، پایه مادگی و پایه نری وجود دارد.
سیستم‌های جنسی آمیخته جایی است که نرماده با افراد تک‌جنسیتی همزیستی می‌کنند. این شامل دوپایه نری، دوپایه مادگی و سه‌پایه جنسی است.